# Gallio gallio
Gallio gallio är en fjärilsart som beskrevs av Paul Mabille 1904. Gallio gallio ingår som enda art i släktet Gallio och familjen tjockhuvuden. Inga underarter finns listade i Catalogue of Life.